# Bassóc
Bassóc (szlovákul Bašovce) község Szlovákiában, a Nagyszombati kerületben, a Pöstyéni járásban.

## Fekvése
Pöstyéntől 6 km-re északnyugatra, 165 m magasan fekszik.

## Története
Területén már a kőkorszakban is éltek emberek, ezt az itt megtalált kerámiatöredékek bizonyítják. A Nagymorva Birodalom időszakában település volt a területén.
1113-ban a zobori apátság oklevelében villa Bessan néven említik először. A 14. században a csejtei váruradalomhoz tartozott. Lakói főként mezőgazdasággal foglalkoztak. 1658-ban 12 parasztház volt a faluban.
Vályi András szerint "BASOCZ. Tót falu Nyitra Vármegyében, lakosai katolikusok, fekszik Vág vize mellett, birtokos Ura a’ Vág Ujhelyi Prépostság. Határja középszerű, vagyonnyai külömbfélék, második Osztálybéli."
Fényes Elek szerint "Basocz, tót falu, Nyitra vgyében, Pöstyénhez 1/2 órányira: 369 kath., 3 evang., 4 zsidó lak. – Termékeny földdel s jó rétekkel. F. u. gr. Erdődy sat. Ut. p. Galgócz."
A trianoni békeszerződésig Nyitra vármegye Vágújhelyi járásához tartozott.

## Népessége
| Év:            | 1994. | 2004.   | 2014.   | 2024.   |
| -------------- | ----- | ------- | ------- | ------- |
| Emberek száma: | 365   | 348     | 346     | 336     |
| Eltérés:       |       | -4,65 % | -0,57 % | -2,89 % |

| Év:            | 2023. | 2024.   |
| -------------- | ----- | ------- |
| Emberek száma: | 331   | 336     |
| Eltérés:       |       | +1,51 % |

1910-ben 522 lakosából 508 szlovák anyanyelvű volt.
1970-ben 457 lakosából 456 szlovák volt.
2001-ben 338 lakosából 337 szlovák volt.
2011-ben 340 lakosából 318 szlovák, 1 cseh és 21 ismeretlen nemzetiségű volt.

## Nevezetességei
- Rózsafüzér királynője tiszteletére szentelt római katolikus temploma 1906-ban épült.